# Torymus contractus
Torymus contractus is een vliesvleugelig insect uit de familie Torymidae. De wetenschappelijke naam is voor het eerst geldig gepubliceerd in 1820 door Dalman.